# Metoxsalene
Il metoxsalene conosciuto anche come metoxalene o xantotossina è una sostanza organica naturale appartenente alla famiglia delle furanocumarine, prodotta come difesa da alcune piante.
Si tratta di un derivato dello psoralene ed è correlato farmacologicamente e strutturalmente al trioxsalene. Come già accennato il metoxsalene è presente in natura in diverse piante tra le quali la Ammi majus (Umbelliferae), la Psorales coryfolia e la Ruta chalepensis. Tuttavia per l'uso commerciale viene preparato per sintesi.

## Chimica
La molecola si presenta nella forma di cristalli aghiformi lanuginosi di colore da bianco a bianco crema, inodori, di sapore amaro. Praticamente insolubile in acqua, è invece moderatamente solubile in acqua bollente e in etere etilico. Solubile in alcool bollente, in acetone, in acido acetico e in glicole propilenico. Il composto è molto solubile in cloroformio. Solubile in soluzioni acquose alcaline con apertura dell'anello lattonico (in seguito a neutralizzazione l'anello si richiude).
La sostanza, in soluzione acquosa acida, assorbe nell'UV alle lunghezze d'onda di 247 e 304 nm. Lo spettro IR, registrato in nujol, mostra assorbimenti identici a quelli di uno standard di riferimento (1705, 1150, 1100, 1580, 1020, 1000 cm1).
Il metoxsalene va conservato in recipienti ben chiusi, al riparo dalla luce e a una temperatura compresa tra 15 e 30 °C.

## Farmacodinamica
Il metoxsalene, quando attivato dai raggi ultravioletti a lunga lunghezza d'onda (UVA) nell'intervallo di 320-400 nm, è fortemente eritemogeno, melanogeno e citotossico nell'epidermide. Il massimo di attività eritemogena si ottiene nell'intervallo di 330-360 nm. Il meccanismo d'azione nella ripigmentazione della cute in caso di vitiligine non è stato stabilito. La ripigmentazione dipende dalla presenza di melanociti funzionanti e di luce ultravioletta (UV). Il metoxsalene può attivare alcuni melanociti funzionanti (positivi al test della diidrossifenilalanina) nella cute vitiliginosa. L'incremento dell'attività della tirosinasi, l'enzima deputato a catalizzare la conversione della tirosina in diidrossifenilalanina (il precursore della melanina), è stato osservato in cellule produttrici di melanina stimolate con trioxsalene e luce UVA.

Inoltre è stato dimostrato che gli psoraleni fotoattivati si legano alle basi pirimidiniche degli acidi nucleici inibendo la sintesi del DNA, la divisione cellulare e il turnover dell'epidermide.
Come conseguenza della fotoattivazione il metoxsalene si lega covalentemente al DNA e produce addotti monofunzionali (addizione a una singola elica di DNA), e bifunzionali (legami crociati tra due eliche di DNA).

Sono state osservate anche interazioni tra metoxsalene e proteine. Gli psoraleni possono incrementare la produzione di melanina tramite l'induzione di una reazione infiammatoria cutanea.
Altri meccanismi alla base dell'aumento della pigmentazione comprenderebbero l'aumento del numero di melanociti funzionanti (e la possibile attivazione di melanociti 'dormienti'), l'aumento della sintesi di granuli di melanina, lo stimolo del movimento dei melanociti lungo i follicoli piliferi (al quale consegue la ripopolazione in melanociti dell'epidermide) e/o l'ipertrofia dei melanociti e l'aumento dell'arborizzazione dei loro dendriti.

## Farmacocinetica
Dopo la somministrazione per via orale il metoxsalene viene generalmente bene assorbito dal tratto gastrointestinale, tuttavia ciò avviene con una notevole variazione da individuo a individuo.
Quando il metoxsalene è somministrato in concomitanza con il cibo la frazione assorbita e il picco delle concentrazioni plasmatiche risultano incrementati. Anche nel caso delle concentrazioni plasmatiche sono state osservate notevoli variazioni interindividuali del picco.
In seguito a somministrazione orale di una singola dose di metoxsalene si raggiunge il picco delle concentrazioni plasmatiche in 1,5-6 ore (capsule) o in 0,5-4 ore (capsule contenenti latte scremato liquido).
La concentrazione plasmatica di metoxsalene e del derivato 8-idrossipsoralene (8-HOP) necessaria per ottenere l'effetto fotosensibilizzante non è nota, tuttavia, risulta che il massimo di fotosensibilizzazione è correlato con il tempo del picco delle concentrazioni plasmatiche.
In seguito all'assunzione di una singola dose di metoxsalene, la sensibilità cutanea ai raggi UVA si ottiene entro 1-2 ore, raggiunge i valori massimali entro 1-4 ore e persiste per 3-8 ore.
Il picco della fotosensibilizzazione si raggiunge 1,5-2,1 ore dopo l'assunzione di capsule contenenti latte scremato e 3,9-4,25 ore dopo l'assunzione di capsule convenzionali.
La quantità di metoxsalene assorbita in seguito all'applicazione topica non è nota. In seguito all'applicazione topica il metoxsalene comincia ad agire entro 1-2 ore. Il suo effetto è massimo entro due giorni e persiste per diversi giorni.
A oggi non è noto come metoxsalene si distribuisca nei tessuti biologici e nei fluidi dell'organismo umano.
Il farmaco sembra concentrarsi preferenzialmente nelle cellule dell'epidermide. Il metoxsalene si distribuisce nel cristallino proporzionalmente alla concentrazione plasmatica.
Non è noto se il farmaco oltrepassi la barriera placentare e neppure se sia escreto nel latte materno.
Il legame di metoxsalene con le proteine plasmatiche è pari al 75-91%, la molecola si lega principalmente all'albumina. L'emivita del metoxsalene è di circa 0,75-2,4 ore.
All'interno dell'organismo il farmaco viene apparentemente metabolizzato in modo rapido e completo. Tuttavia la buiotrasformazione di metoxsalene non è ancora completamente chiarita. Una quota viene demetilata a 8-idrossipsoralene (8-HOP). Sia la molecola progenitrice che il metabolita 8-HOP vengono coniugati con acido glucuronico e solfato. Sono stati comunque isolati anche altri metaboliti non ancor identificati.
L'eliminazione di metoxsalene e dei suoi metaboliti avviene attraverso l'emuntorio renale: entro otto ore si ha l'escrezione dell'80-90% del metoxsalene (meno dello 0,1% in forma immodificata) e entro ventiquattro ore circa il 95% del farmaco è eliminato.

## Tossicologia
Studi sperimentali eseguiti su animali (topi) hanno messo in evidenza, a seguito di somministrazione intraperitoneale, un valore della DL50 pari a 470 ± 30 mg/kg peso corporeo.

## Usi clinici
Il metoxsalene è impiegato in fotochemoterapia o PUVA [psoralene (P) e irradiazioni UVA ad alta intensità e a lunga lunghezza d'onda].
La terapia PUVA è indicata nel trattamento della vitiligine idiopatica e della psoriasi grave, che non rispondono in modo sufficiente alla terapia topica.
La terapia PUVA è inoltre indicata nel trattamento del linfoma cutaneo T-cell, nel trattamento dell'alopecia resistente all'impiego di altri farmaci, della micosi fungoide, nonché nel trattamento dei sintomi cutanei dello scleroderma sistemico.
La terapia PUVA può essere utilizzata in alternativa alla radioterapia nella cura dell'eczema cronico.
La terapia PUVA è anche efficace nel controllo del granuloma anulare in pazienti che non rispondono ad altri trattamenti e in altre patologie della cute (cheratosi cronica, eruzioni lichenoidi, fotodermatosi).
La terapia PUVA è stata applicata anche in alcuni casi di artropatia psoriasica.

## Effetti collaterali e indesiderati
Il trattamento con metoxsalene può provocare dispepsia, nausea, vomito e altri disturbi gastrointestinali che possono essere mitigati avendo l'accortezza di assumere il metoxsalene con il latte o con il cibo.
La fotochemoterapia o la terapia PUVA possono provocare prurito, eritema transitorio, edemi, dermatite allergica e da contatto, formazione di vescicole e di bolle, onicolisi, eruzioni acneiformi, forti dolori cutanei, screpolature della cute, cheiliti, cataratta e altre anomalie oculari, perdita transitoria della coordinazione muscolare, crampi alle gambe, ipotensione.
Comuni anche i disturbi di natura nervosa o psichiatrica: vertigini, cefalea, insonnia, irritabilità, depressione o eccitazione mentale.

Sovraesposizioni ai raggi solari o alle radiazioni UVA possono provocare gravi ustioni ai pazienti trattati con gli psoraleni.
La terapia PUVA può provocare invecchiamento precoce della cute, distrofia epidermica, ipertricosi e alterazione della pigmentazione della cute e delle unghie.
Sono stati riportati ulteriori effetti avversi comparsi durante o dopo la terapia PUVA a carico della cute (carcinoma epidermoide, carcinoma delle cellule basali, cheratoacantoma, cheratosi attinica, malattia di Bowen, melanoma maligno), del sistema ematico (leucemia), delle gonadi (tumori genitali) e degli occhi (formazione di cataratte, sclerosi nucleare, opacità subcapsulare posteriore, aumento della sensibilità della retina alla luce nel visibile).

A carico del sistema immunitario la terapia PUVA presenta effetti immunosoppressori: inibizione dei linfociti e dei leucociti polimorfonucleati. Si può avere inibizione delle cellule di Langerhans. Inoltre può indurre la formazione di anticorpi antinucleari e una sindrome simile al lupus eritematoso.

## Controindicazioni
Il metoxsalene non dovrebbe essere somministrato in concomitanza con altri farmaci fotosensibilizzanti o a pazienti che siano particolarmente sensibili alla luce solare o che presentino malattie associate alla fotosensibilità (lupus eritematoso, diversi tipi di porfiria, albinismo, xerodermia pigmentosa).
Il metoxsalene è controindicato nei soggetti con afachia (per il rischio di danneggiare la retina), nei pazienti con cancro cutaneo o anamnesi personale di un precedente cancro cutaneo, nel caso di cataratta e nei soggetti che presentano reazioni idiosincrasiche agli psoraleni.
Generalmente la terapia PUVA è sconsigliata nei bambini ed è controindicata nelle donne in stato di gravidanza e, in mancanza di dati sull'eliminazione del metoxsalene nel latte materno, in quelle che allattano al seno. Il farmaco deve essere somministrato con cautela ai pazienti con anamnesi famigliare di allergie solari, in quelli affetti da malattie gastrointestinali, infezioni croniche, insufficienza epatica o che abbiano subìto trattamenti con radiazioni ionizzanti o con arsenico.

## Dosi terapeutiche
Nel trattamento della vitiligine idiopatica, 20 mg di metoxsalene vengono somministrati per via orale, con i pasti o con latte, 2-4 ore prima dell'esposizione al sole o ai raggi UVA, due o tre volte alla settimana; ogni assunzione deve avvenire almeno 48 ore dopo quella precedente. La lunghezza d'onda della luce deve essere regolata da paziente a paziente, in funzione della sua cute e della risposta alla terapia. La dose orale non deve superare i 600 µg per kg di peso corporeo, in quanto possono sopraggiungere della gravi ustioni. Sono disponibili delle preparazioni contenenti l'1% di metoxsalene che possono essere applicate topicamente per la ripigmentazione di piccole e ben definite zone lese (meno di 10 cm2); tuttavia potrebbe essere necessaria una diluizione allo 0,1% o allo 0,01% per limitare gli effetti collaterali cutanei. La lozione di metoxsalene non deve essere dispensata ai pazienti per l'autoapplicazione; è inoltre necessario l'uso dei guanti e l'utilizzo di un tampone di cotone per l'applicazione. La cute circostante dovrebbe essere protetta con petrolato o con una crema solare opaca. Alcuni suggeriscono che l'esposizione ai raggi solari o alla luce UVA avvenga immediatamente dopo l'applicazione mentre altri consigliano di aspettare circa due ore e mezzo. Dopo l'esposizione la lesione andrebbe lavata e protetta dalla luce per 12-48 ore. Il trattamento può essere ripetuto una o più volte alla settimana (ogni 3-5 giorni, in funzione della risposta). La ripigmentazione delle lesioni vitiliginose può cominciare dopo alcune settimane di terapia, ma sostanziali miglioramenti vengono generalmente osservati dopo 6-9 mesi di trattamento.
Nel trattamento sintomatico della psoriasi o della micosi fungoide la dose iniziale di metoxsalene si basa sul peso corporeo del paziente: da 10 mg per pazienti che pesano meno di 30 kg a 70 mg per quelli che pesano più di 115 kg. Se il peso del paziente dovesse variare durante la terapia, la correzione della dose non è generalmente necessaria, a meno che la differenza di peso non sia molto consistente. Il trattamento viene fatto 2-3 volte alla settimana e ogni assunzione deve avvenire almeno 48 ore dopo quella precedente. Se non viene osservata alcuna risposta o solo una risposta minima dopo il quindicesimo trattamento PUVA, alcuni suggeriscono di aumentare la dose fino a 10 mg (e non di più) per i successivi trattamenti. Anche per queste patologie il metoxsalene può essere applicato topicamente con lo stesso protocollo impiegato nel trattamento della vitiligo o con una lozione da bagno.
Nel trattamento dei linfomi cutanei T-cell sono stati ottenuti dei risultati incoraggianti con la terapia PUVA extracorporea: 2 ore dopo la somministrazione orale di metoxsalene i leucociti del paziente vengono isolati mediante leucoforesi e esposti ai raggi UVA all'esterno del corpo, dopo di che vengono reimmessi nel paziente. A questo scopo vengono impiegati strumenti UVAR® per fotoforesi. La dose orale di metoxsalene deve essere tale per cui si ottenga una concentrazione plasmatica di farmaco di 50 ng/ml 2 ore dopo l'assunzione; la dose iniziale raccomandata è di 600 µg di metoxsalene per kg di peso corporeo. Se con questa dose la concentrazione plasmatica di metoxsalene risultasse inferiore a 50 ng/ml, la dose iniziale più altri 10 mg possono essere somministrati dopo 24 ore.

## Sovradosaggio
Il sovradosaggio da metoxsalene o la sovraesposizione ai raggi UV in seguito all'assunzione di metoxsalene può provocare gravi ustioni e comparsa di bolle sulla cute. Nel sovradosaggio orale acuto lo stomaco deve essere immediatamente evacuato tramite l'induzione dell'emesi; l'emesi presenta benefici solo se non sono trascorse più di 2-3 ore dall'assunzione. Il paziente dovrebbe essere mantenuto in una camera scura almeno per 24 ore o fintanto che le reazioni cutanee persistono. Le ustioni vanno curate con trattamenti specifici.

## Interazioni
- Cibo: quando il metoxsalene viene somministrato con il cibo l'assorbimento e il valore del picco risultano incrementati. Il meccanismo di questa interazione non è noto, ma può derivare dall'effetto del cibo sulla dissoluzione o sul metabolismo epatico del metoxsalene. Dal momento che l'azione del farmaco è correlata con la sua concentrazione plasmatica, è suggerito che il metoxsalene venga somministrato con il cibo.
- Altri agenti fotosensibilizzanti, sistemici o topici (per esempio antralina, catrame o i suoi derivati, griseofulvina, fenotiazine, acido nalidixico, salicilanilidi alogenate (saponi batteriostatici), sulfonamidi, tetracicline, tiazidi, e altre ancora): la concomitante terapia con metoxsalene può provocare effetti di fotosensibilizzazione additivi.
- Metotrexato e la ciclosporina: la terapia di associazione con metoxsalene comporta pericolose interazioni.
- Fenitoina: La terapia PUVA può fallire nei pazienti affetti da epilessia in quanto l'anticonvulsivante induce il metabolismo epatico del metoxsalene.[40]

## Avvertenze
La terapia PUVA dovrebbe essere effettuata al massimo ogni due giorni in quanto la reazione fototossica può non comparire nelle prime 48 ore. In caso di comparsa di ustioni, di bolle o di pruriti la terapia deve essere interrotta fino alla scomparsa di questi effetti. Eventuali aree di cute che presentano gravi eritemi con edemi vanno schermate durante le esposizioni successive. Si raccomanda inoltre la schermatura dei genitali maschili durante la terapia PUVA, a meno che non siano oggetto del trattamento.
I pazienti non dovrebbero prendere il sole 24 ore prima e 48 ore dopo il trattamento PUVA e dovrebbero evitare l'esposizione al sole, anche attraverso un vetro o con il tempo nuvoloso, per almeno otto ore dopo l'assunzione di metoxsalene. I pazienti dovrebbero proteggere gli occhi dai raggi UVA, per le 24 ore successive all'assunzione, con occhiali idonei.
Prima e 6-12 mesi dopo l'inizio della terapia orale con metoxsalene andrebbero monitorati gli elementi figurati del sangue, il titolo degli anticorpi antinucleari e le funzionalità epatiche e renali.